# Stal Harveya

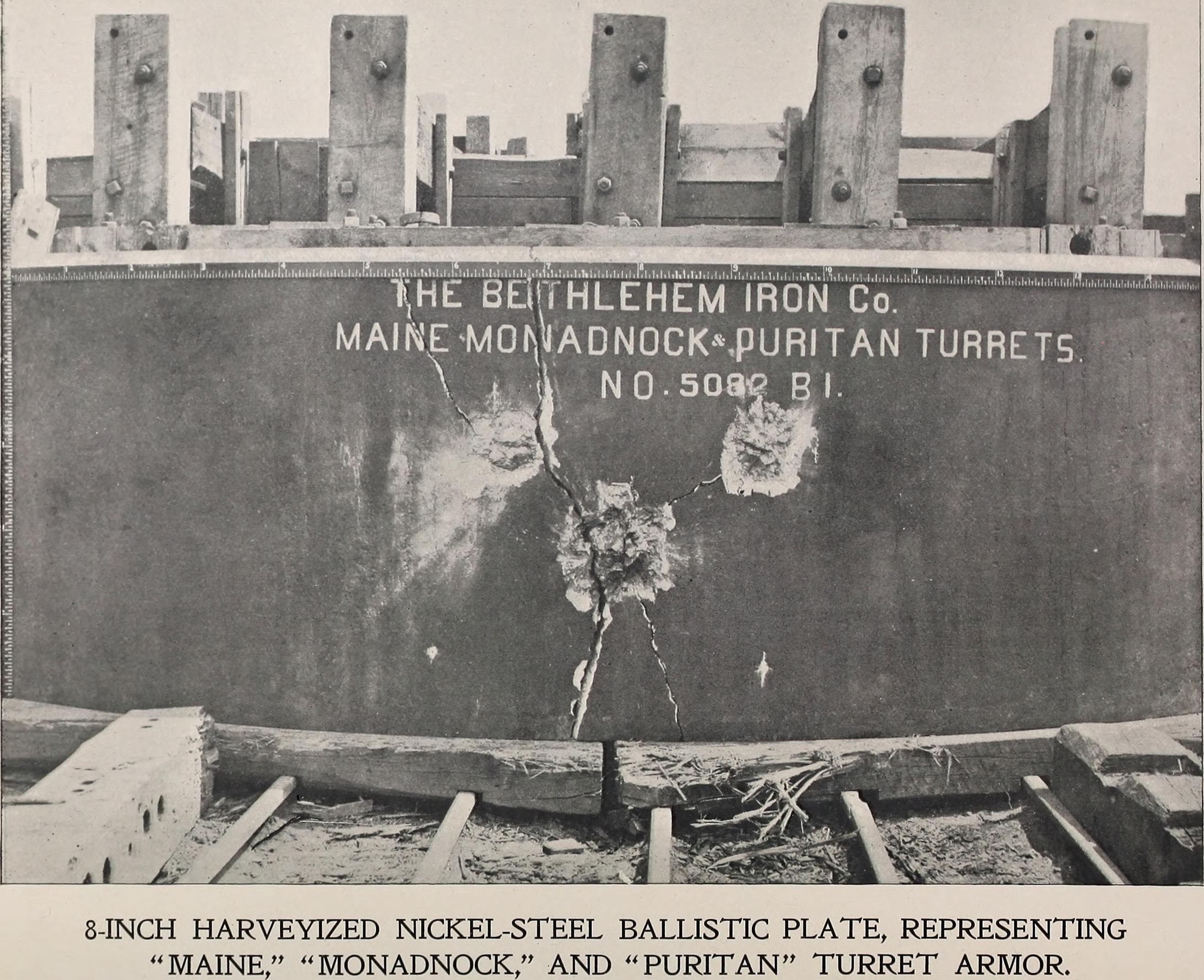
Test wytrzymałościowy 200 mm pancerza wykonanego ze stali Harveya

Stal Harveya – rodzaj stali, używanej głównie do opancerzania okrętów. Opracowana przez amerykańskiego inżyniera Haywarda Augustusa Harveya w początku lat 90. XIX wieku. 
W procesie utwardzano powierzchnię płyt stalowych przez rozgrzanie płyt do temperatury bliskiej temperaturze topnienia i utrzymywanie w tej temperaturze przez dwa-trzy tygodnie. W tym czasie powierzchnia była w kontakcie z węglem drzewnym (lub innym źródłem węgla). W wyniku dyfuzji węgla jego zawartość w powierzchniowej warstwie stali zwiększała się do 1,0-1,1%, zmniejszając się z głębokością. Zwiększenie zawartości węgla obserwowano do głębokości około 2,5 cm.
Po nawęgleniu płyty chłodzono w oleju, a następnie w wodzie. 
Otrzymywano stal twardą na powierzchni, lecz dalsze warstwy zachowywały dużą wiązkość (w uproszczeniu: zdolność do pochłaniania energii). 
Wkrótce później odkryto, że dodatkowe polepszenie właściwości uzyskać można przez dodatkowe kucie na zimno po nawęglaniu. Dodatkowe kucie zmniejszało grubość płyt o 10-15%.
Pancerze wykonane ze stali Harveya szybko wykazały swą wyższość nad poprzednio stosowanymi rodzajami stali. Odporność na przebijanie wzrosła o 15-20%. Zamiast 15-calowego pancerza można było zastosować pancerz o grubości 13,5 cala.
Stal Harveya została szybko zastąpiona przez bardziej zaawansowaną i mocniejszą stal Kruppa.